# Antiguos mataderos de Casablanca
Los Antiguos mataderos de Casablanca (en árabe: مسالخ الدار البيضاء القديمة‎, en francés: Anciens Abattoirs de Casablanca) fueron construidos bajo el protectorado francés de Marruecos en 1912 en el barrio de Hay Mohammadi de Casablanca.

## Historia
Los antiguos mataderos de Casablanca fueron construidos por el arquitecto George-Ernest Desmarest en 1912 y modernizados en 1922 por Henri Prost.
Fueron ampliados en 1951 y cerrados en 2002, siendo sustituidos por nuevos mataderos en la periferia de Casablanca. Llegaron a emplear a 5000 personas.
Abandonado desde 2002, el complejo se convirtió en sede de un espacio de arte público, con actuaciones gratuitas, talleres y conciertos. El Teatro Nómade tiene su sede allí.

## Arquitectura
El complejo ocupaba una superficie de 5,5 hectáreas, 2,2 de ellas edificios. Los antiguos mataderos fueron construidos en un estilo inspirado en el estilo neoárabe, así como en el art déco.